# Kanton Les Saintes
Kanton Saintes is een voormalig kanton van het Franse departement Guadeloupe. Kanton Les Saintes maakte deel uit van het arrondissement Basse-Terre en telde 2996 inwoners (1999).
In 2015 werd het kanton Les Saintes samengevoegd met kanton Trois-Rivières.

## Gemeenten
Het kanton Les Saintes omvatte de volgende gemeenten:
- Terre-de-Haut: 1729 inwoners (hoofdplaats)
- Terre-de-Bas: 1267 inwoners